# INA-Industrija nafte
INA-Industrija nafte, d.d. (INA) er et kroatisk multinationalt olie- og gasselskab. INA Group har en ledende rolle i Kroatiens olieindustri og virksomheden driver efterforskning, produktion og distribution af olie og olieprodukter. MOL Group og Kroatiens regering er de største aktionærer i virksomheden.
INA blev etableret i 1964 ved en fusion mellem Naftaplin og raffinaderierne i Rijeka og Sisak og med hovedkvarter i Zagreb. I 1990 blev INA en statsejet virksomhed og i 1993 blev det aktieselskab.
De driver også et olie- og benzinselskab med 445 INA-tankstationer.